# Lega Nazionale A 1964-1965 (hockey su ghiaccio)
La stagione 1964-1965 del campionato svizzero di hockey su ghiaccio ha visto campione lo SC Bern.

## Classifica Finale
|    | Classifica       | G  | V  | N | P  | GF | GS  | Dif | Pt |
| -- | ---------------- | -- | -- | - | -- | -- | --- | --- | -- |
| 1  | Berna            | 18 | 14 | 3 | 1  | 95 | 49  | +46 | 31 |
| 2  | Villars          | 18 | 13 | 1 | 4  | 82 | 32  | +50 | 27 |
| 3  | Langnau Tigers   | 18 | 11 | 1 | 6  | 75 | 55  | +20 | 23 |
| 4  | Kloten Flyers    | 18 | 11 | 0 | 7  | 85 | 91  | -6  | 22 |
| 5  | Ginevra-Servette | 18 | 9  | 1 | 8  | 92 | 72  | +20 | 19 |
| 6  | GCK Lions        | 18 | 7  | 3 | 8  | 71 | 63  | +8  | 17 |
| 7  | Visp             | 18 | 7  | 1 | 10 | 71 | 90  | -19 | 15 |
| 8  | Davos            | 18 | 5  | 2 | 11 | 58 | 87  | -29 | 12 |
| 9  | ZSC Lions        | 18 | 5  | 1 | 12 | 80 | 90  | -10 | 11 |
| 10 | Young Sprinters  | 18 | 1  | 1 | 16 | 57 | 137 | -80 | 3  |

LEGENDA:

G=Giocate, V=Vinte, N=Pareggiate, P=Perse, GF=Gol Fatti, GS=Gol Subiti, Dif=Differenza Reti, Pt=Punti

## Promozioni
L'HC La Chaux-de-Fonds viene promosso direttamente in prima divisione a scapito dello Young Sprinters HC.

## Classifica Marcatori
|    | Nome            | Squadra            | Gol | Assist | Punti |
| -- | --------------- | ------------------ | --- | ------ | ----- |
| 1. | Fritz Naef      | Genève-Servette HC | 35  | 11     | 46    |
| 2. | Ueli Lüthi      | Kloten Flyers      | 23  | 12     | 35    |
| 3. | Kurt Pfammatter | EHC Visp           | 15  | 18     | 33    |
| 4. | Peter Schmidt   | Kloten Flyers      | 10  | 23     | 33    |